# 1. deild 1989 (Fær Øer)
L'edizione 1989 della 1. deild vide la vittoria finale del B71 Sandur.

## Classifica finale
|    | Classifica      | G  | V  | N | P  | GF | GS | Dif | Pt |
| -- | --------------- | -- | -- | - | -- | -- | -- | --- | -- |
| 1  | B71 Sandur      | 18 | 13 | 5 | 0  | 37 | 13 | 24  | 31 |
| 2  | HB Tórshavn     | 18 | 8  | 6 | 4  | 43 | 30 | 13  | 22 |
| 3  | B68 Toftir      | 18 | 7  | 8 | 3  | 25 | 20 | 5   | 22 |
| 4  | VB Vágur        | 18 | 8  | 5 | 5  | 33 | 21 | 12  | 21 |
| 5  | KÍ Klaksvík     | 18 | 8  | 5 | 5  | 36 | 32 | 4   | 21 |
| 6  | B36 Tórshavn    | 18 | 8  | 3 | 7  | 27 | 26 | 1   | 19 |
| 7  | GÍ Gøta         | 18 | 7  | 2 | 9  | 28 | 33 | -5  | 16 |
| 8  | SÍF Sandavágur  | 18 | 5  | 5 | 8  | 24 | 30 | -6  | 15 |
| 9  | ÍF Fuglafjørður | 18 | 2  | 6 | 10 | 11 | 30 | -19 | 10 |
| 10 | Leirvík ÍF      | 18 | 0  | 3 | 15 | 9  | 38 | -29 | 3  |

G = Partite giocate; V = Vittorie; N = Nulle/Pareggi; P = Perse; GF = Goal fatti; GS = Goal subiti; DIF = Differenza reti, PT = Punti

### Verdetti
- B71 Sandur campione delle Isole Fær Øer 1989
- ÍF Fuglafjørður e Leirvík ÍF retrocesse in 2. deild